# SGプラニッツ
SGプラニッツ（SG Planitz）は、かつて東ドイツに存在したサッカークラブ。プラニッツ（現・ザクセン州のツヴィッカウの一部）を本拠地とした。

## 歴史
1945年、プラニッツSG（Planitzer SG）を前身として創設された。1947年から1948年にかけてのシーズンで、ソ連占領地区の優勝を収めた。その後、各占領地区の代表による全ドイツ大会に出場したが、1.FCニュルンベルクに敗れた。1950年、BSGアクティヴィスト・シュタインコーレ・ツヴィッカウ（BSG Aktivist Steinkohle Zwickau）と合併して消滅した。